# توماس بلکیستن
توماس رایت بلکیستن (به انگلیسی: Thomas Blakiston)،(زاده ۲۷ دسامبر ۱۸۳۲ –درگذشته ۱۵ اکتبر ۱۸۹۱)، جهانگرد و طبیعی‌دان انگلیسی بود. او زادهٔ لیمینگتون همپشر، پسر سرگرد جان بلکیستن و نوهٔ ماتیو بلکیستن دومین بارون خانواده بود. (برای آگاهی از تاریخ اولیهٔ خانواده صفحهٔ بارون‌های بلکیستن را ببینید) مادرش دختر رورند توماس رایت، کشیش بخش مارکت بازورث لسترشر بود. بلکیستن بین سال‌های ۱۸۵۷ تا ۱۸۵۹ کانادای غربی را همراه هیئت اعزامی پالیزر گشت. کوه بلکیستن، بلندترین نقطه در در پارک ملی دریاچه‌های واترتن در سال۱۸۵۸ به افتخار او نامگذاری شده‌است. در سال ۱۸۶۱ به یانگ‌تسه در چین رفته و بیش از هر غربی پیش از خود پیشروی کرد. بخش بعدی زندگی‌اش را در ژاپن گذرانده و یکی از مهمترین طبیعی‌دانان کشور شد. سال ۱۸۸۵ به ایالات متحده آمریکا رفت. در اکتبر ۱۸۹۱ در اثر سینه‌پهلو در سن دیگو کالیفرنیا درگذشت و در قبرستان گرین‌لاین، کلومبوس، اُهایو دفن به خاک سپرده شد.

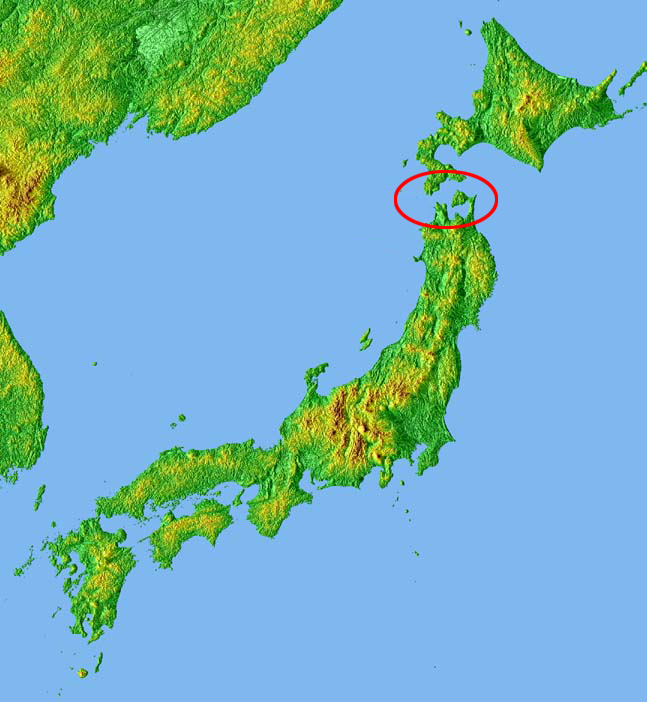
مسیر بلکیستن در شکل مشخص شده‌است.

توماس بلکیستن اولین کسی بود که به این مطلب توجه کرد که حیوانات هوکایدو، جزیرهٔ شمالی ژاپن با گونه‌های موجود در آسیای شمالی، و حیواناتی که در هونشو جزیرهٔ جنوب ژاپن هستند با حیوانات آسیای جنوبی مربوطند؛ بنابراین تنگه تسوگارو موجود بین دو جزیره به عنوان مرز جغرافیای زیستی در نظر گرفته شده و با نام مسیر بلکیستون شناخته شد.

جغد ماهی‌خوار بلکیستن

بلکیستن در سال ۱۸۸۳ در هاکوداته ژاپن گونه‌ای جغد را جمع‌آوری کرد. این گونه بعدها توسط هنری سی‌بوهم توصیف و به نام جغد ماهی‌خوار بلکیستن نامیده شد.
بلکیستن در سال ۱۸۸۵ با آن مری ازدواج کرد. او دختر جیمز دون و خواهر ادوین دون بود. آن‌ها یک دختر و یک پسر داشتند. آن مری ۴۶ سال پس از مرگ او زنده ماند و در سال۱۹۳۷ در انگلستان درگذشت.